# Episodi di Spider-Man - L'Uomo Ragno (quarta stagione)
La quarta stagione di Spider-Man - L'Uomo Ragno è andata in onda negli Stati Uniti nel 1997 ed è composta da 11 episodi.
In inglese questa stagione è nota col titolo Partners in Danger (letteralmente "Compagni in pericolo"), nonostante i suoi episodi non siano collegati da una sottotrama comune.
| Nº st. | Nº tot. | Titolo                   | Titolo originale                 | Prima TV Stati Uniti |
| ------ | ------- | ------------------------ | -------------------------------- | -------------------- |
| 1      | 42      | Jameson la Volpe         | Guilty                           | 1º febbraio 1997     |
| 2      | 43      | Il Gatto                 | The Cat                          | 8 febbraio 1997      |
| 3      | 44      | Il Gatto Nero            | The Black Cat                    | 15 febbraio 1997     |
| 4      | 45      | Il ritorno di Kraven     | The Return of Kraven             | 22 febbraio 1997     |
| 5      | 46      | Colleghi                 | Partners                         | 3 maggio 1997        |
| 6      | 47      | Il risveglio di Morbius  | The Awakening                    | 10 maggio 1997       |
| 7      | 48      | La madre dei vampiri     | The Vampire Queen                | 17 maggio 1997       |
| 8      | 49      | Il ritorno di Goblin     | The Return of the Green Goblin   | 12 luglio 1997       |
| 9      | 50      | L'incubo dell'Uomo Ragno | The Haunting of Mary Jane Watson | 19 luglio 1997       |
| 10     | 51      | Il padre delle lucertole | The Lizard King                  | 26 luglio 1997       |
| 11     | 52      | Il Predatore             | The Prowler                      | 2 agosto 1997        |

## Jameson la Volpe
- Titolo originale: Guilty
- Prima TV Stati Uniti: 1º febbraio 1997

Robbie Robertson viene incriminato per aver commesso un reato di cui non è artefice, in quanto è stato incastrato da Kingpin, che riesce a far sì che venga incarcerato con Richard Fisk e Lapide, che si vuole vendicare di lui per averlo mandato in prigione. Fisk e Lapide hanno intenzione di evadere con Robbie, facendosi aiutare da una guardia che è in realtà un infiltrato di Kingpin, ma l'Uomo Ragno riesce a salvare Robbie e a far arrestare Fisk e Lapide. Robbie viene poi scarcerato, dopo che l'Uomo Ragno e Jameson trovano le prove che indicano che il giornalista fosse stato incastrato.
Basato su: The Spectacular Spider-Man serie 1 nn. 150, 151 e 155 (in Italia L'Uomo Ragno serie 3 nn. 104, 105 e 109)

## Il Gatto
- Titolo originale: The Cat
- Prima TV Stati Uniti: 8 febbraio 1997

Il Dottor Octopus va da Anastasia, la madre di Felicia, volendo che gli dia un'ingente somma di denaro, minacciando altrimenti di rivelare che fosse imparentata con un ladro. L'Uomo Ragno lo mette temporaneamente in fuga, e scopre che, in effetti, il padre di Felicia, John Hardesky, anche noto come il Gatto, è stato accusato di aver rubato un grosso carico di diamanti, ed è stato così incarcerato in una prigione dello S.H.I.E.L.D.. Kingpin, alleato del Dottor Octopus, si fa aiutare dal Camaleonte, che si trova nella stessa prigione di Hardesky, per far evadere il suddetto. Il suo piano è di costringerlo a rivelargli la formula del siero del supersoldato, una sostanza che rende incredibilmente forte chi la assimila, che lui ha memorizzato in passato. Dopo aver rapito Hardesky, Kingpin fa rapire anche Felicia.

## Il Gatto Nero
- Titolo originale: The Black Cat
- Prima TV Stati Uniti: 15 febbraio 1997

Dopo aver ricreato il siero del supersoldato, il suddetto viene fatto assimilare a Felicia che, nei panni della Gatta Nera compie un furto per conto di Kingpin, non potendo fare altrimenti dato che il suddetto tiene prigioniero suo padre. Successivamente Hardesky aiuta la figlia a evadere, ma quando la suddetta incontra l'Uomo Ragno, decide di farsi aiutare da lui per liberare il padre. Dopo che quest'ultimo cancelli i dati relativi al siero del supersoldato, l'Uomo Ragno e la Gatta Nera combattono nel luogo dove viene tenuto prigioniero, riuscendo a liberarlo. Nonostante ciò Hardesky decide di tornare nella prigione dello S.H.I.E.L.D., in quanto ritiene che sia l'unico luogo dove la formula del siero sia al sicuro.
Basato su: The Amazing Spider-Man serie 1 n. 194 (Il settimanale dell'Uomo Ragno n. 20) e The Spectacular Spider-Man serie 1 n. 74 (L'Uomo Ragno serie 3 n. 25)

## Il ritorno di Kraven
- Titolo originale: The Return of Kraven
- Prima TV Stati Uniti: 22 febbraio 1997

Sergei Kravinoff ruba ciò che rimane della sostanza che lo ha reso selvaggio e, dopo averla assunta, si trasforma di nuovo in Kraven il Cacciatore. L'Uomo Ragno e la Gatta Nera si mettono così sulle sue tracce per capire cosa l'abbia spinto a fare ciò. L'Uomo Ragno riesce a immobilizzarlo, così Kraven spiega che Mariah ha contratto una pericolosa malattia e, per guarirla, le ha fatto bere la sostanza che lo ha reso selvaggio, che tuttavia era stata tuttavia modificata. Dopo qualche giorno il liquido l'ha tuttavia trasformata in una bestia ancora più mostruosa e brutale di Kraven, e Sergei si è visto costretto a compiere il furto per poter diventare di nuovo Kraven e riuscire così a trovarla facilmente. I tre riescono poi a scoprire dove si trova Mariah, e le danno un siero creato dal dottor Conners. Questo la fa però tornare normale solo parzialmente, ma lei e Kraven sono ugualmente felici dato che ora sono entrambi nelle stesse condizioni.

## Colleghi
- Titolo originale: Partners
- Prima TV Stati Uniti: 3 maggio 1997

Alistair Smythe, che ora lavora per Silvermane (costretto nel corpo di un bambino), rapisce la Gatta Nera e la tiene come ostaggio costringendo l'Uomo Ragno a portargli lo Scorpione. L'Uomo Ragno riesce nell'intento, ma Smythe non tiene fede ai patti e imprigiona anche lui. Il suo piano è di usare il DNA dello Scorpione (che è stato mutato geneticamente) per trasferire l'età dell'Uomo Ragno su Silvermane. L'Avvoltoio riesce tuttavia a sostituirsi all'Uomo Ragno e, così facendo, acquisisce un corpo giovane, mentre Silvermane torna a essere l'anziano di un tempo. L'Uomo Ragno, la Gatta Nera, lo Scorpione e l'Avvoltoio riescono poi a fuggire.

## Il risveglio di Morbius
- Titolo originale: The Awakening
- Prima TV Stati Uniti: 10 maggio 1997

Debra Whitman ritrova Michael Morbius, addormentato, in una grotta, e così lo porta in laboratorio per tentare di farlo tornare umano, senza successo. Successivamente Morbius si risveglia e viene rapito da Shocker e Herbert Landon. Quest'ultimo riesce poi a farlo regredire al suo primo aspetto vampiresco, non ancora completamente umano, ma il laboratorio viene raggiunto dall'Uomo Ragno e la Gatta Nera. Quest'ultima è decisa a colpire Morbius con un'arma datagli da Whistler (il mentore di Blade) che dovrebbe ridurlo a uno stato vegetativo, ma lei, amandolo ancora, non riesce a compiere tale azione. Successivamente Morbius scappa.

## La madre dei vampiri
- Titolo originale: The Vampire Queen
- Prima TV Stati Uniti: 17 maggio 1997

Blade ritrova sua madre Miriam, che non vedeva da quando era piccolo e che è diventata un vampiro. Miriam riesce a rubare il ricombinatore neogenico di Kingpin, ed è intenzionata a usarlo per trasformare gli esseri umani in vampiri. L'Uomo Ragno riesce a fermarla ma lei scappa, venendo seguita da Blade. Successivamente anche Morbius e la Gatta Nera decidono di seguirli.

## Il ritorno di Goblin
- Titolo originale: The Return of the Green Goblin
- Prima TV Stati Uniti: 12 luglio 1997

Dopo aver scoperto che l'Uomo Ragno è in realtà Peter Parker, Harry Osborn impazzisce venendo continuamente perseguitato da apparizioni di Goblin, che lo convince a prendere la sua identità e trasformarsi nel secondo Goblin. Intanto il Punitore indaga sulla scomparsa di Mary Jane, sospettando che Peter ne sappia qualcosa. L'Uomo Ragno riesce a fermare Harry e il Punitore perde i suoi sospetti su Peter quando Mary Jane ricompare misteriosamente.
Basato su: The Amazing Spider-Man serie 1 nn. 136 e 137 (L'Uomo Ragno serie 1 n. 160 e 161)

## L'incubo dell'Uomo Ragno
- Titolo originale: The Haunting of Mary Jane Watson
- Prima TV Stati Uniti: 19 luglio 1997

Dopo che l'attrice cinematografica Miranda Wilson scompare misteriosamente, Mary Jane viene scelta per sostituirla come interprete del personaggio che stava interpretando nel film nel quale stava recitando. Miranda è in realtà rimasta gravemente ferita dopo essere caduta giù da un ponte e, dato che veniva considerata molto bella, non si è più mostrata in pubblico per temere che venisse vista sfigurata. Miranda è stata ritrovata da Mysterio, che si è innamorato di lei e l'ha aiutata trasformandola in una donna-macchina, così che potesse continuare a vivere. L'attrice riesce poi ad attirare a sé Mary Jane, ed è intenzionata a inserire la propria mente nel suo corpo, così da avere nuovamente l'aspetto di una bella donna. Viene tuttavia fermata dall'Uomo Ragno e da Mysterio. Il luogo in cui si trovano successivamente esplode ma, mentre l'Uomo Ragno e Mary Jane escono, Mysterio e Miranda rimangono volontariamente dentro, rimanendo vittime dell'esplosione. Successivamente l'Uomo Ragno rivela a Mary Jane la sua vera identità.

## Il padre delle lucertole
- Titolo originale: The Lizard King
- Prima TV Stati Uniti: 26 luglio 1997

Dopo averle rivelato di essere l'Uomo Ragno, Peter chiede a Mary Jane di sposarlo, e lei accetta. La coppia va dal dottor Connors per chiedergli di accompagnare la sposa all'altare al loro matrimonio, ma proprio allora i tre vengono attaccati da alcune lucertole umanoidi che li rapiscono. I suddetti appartengono a un gruppo di mostri come loro che vivono nelle fogne e che hanno assunto sembianze umane dopo essere entrate in contatto con un miscuglio tra il sangue di Connors e altre sostanze che lo scienziato aveva buttato via. Quando Mary Jane e Connors vengono portati nelle fogne, quest'ultimo si trasforma in Lizard, e comincia così ad assecondare le lucertole. Anche l'Uomo Ragno viene successivamente rapito, ma Mary Jane riesce a fuggire e a farsi dare una bomba neogenica dalla moglie di Connors che, opportunamente modificata da Debra, viene utilizzata per far tornare al loro stato originario Connors e le lucertole.

## Il Predatore
- Titolo originale: The Prowler
- Prima TV Stati Uniti: 2 agosto 1997

Il delinquente Hobie Brown si fa dare da Kingpin una tuta che lo rende fortissimo e così, sotto l'identità di Prowler, surclassa il suo ex capo criminale, Iceberg. La tuta deve tuttavia essere ricaricata, e l'unico che può farlo è Kingpin e, per complicare le cose, la tuta colpisce costantemente Hobie con delle scariche elettriche, e inoltre non può togliersela poiché, facendolo, attiverebbe una bomba che lo farebbe esplodere. L'Uomo Ragno decide così di aiutarlo, e i due vanno nel laboratorio di Kingpin, dove il supereroe riesce a togliere a Prowler la bomba. I due riescono poi a fuggire.